# 豊石
豊石（ぶんのせき、Bunnoite）は、マンガンやアルミニウム、ケイ素、酸素、水素などを主成分とする暗緑色の鉱物。学名はブンノアイト（Bunnoite）。日本の鉱物学者である豊遙秋の業績を称えて命名された。模式標本は国立科学博物館（東京都台東区）にある。

## 発見
高知県吾川郡いの町の山中は黒瀬川帯があり、鉄やマンガン鉱石の採掘した鉱山跡やその鉱石が山中に点在しているが、その鉱石の中に見慣れない暗緑色の鉱物があることを愛媛大学ミュージアムの研究員が発見。東京大学物性研究所、国立科学博物館、愛媛大学が連携してデータを収集したところ、マンガン・アルミニウム・ケイ素・酸素・水素という普遍的な元素を主成分としながらも、未知の鉱物であることが判明し、化学組成や結晶構造の解析を経て新種として国際鉱物学連合の委員会に申請された。